# Dactylolabis gracilistylus
Dactylolabis gracilistylus är en tvåvingeart som beskrevs av Alexander 1926. Dactylolabis gracilistylus ingår i släktet Dactylolabis och familjen småharkrankar. Inga underarter finns listade i Catalogue of Life.